# Порт Ричи (Флорида)
Порт Ричи (енгл. Port Richey) град је у америчкој савезној држави Флорида. По попису становништва из 2010. у њему је живело 2.671 становника.

## Демографија
Према попису становништва из 2010. у граду је живело 2.671 становника, што је 350 (11,6%) становника мање него 2000. године.
| Група             | 2000.         | 2010.         |
| Белци             | 2.838 (93,9%) | 2.371 (88,8%) |
| Афроамериканци    | 19 (0,6%)     | 45 (1,7%)     |
| Азијати           | 33 (1,1%)     | 46 (1,7%)     |
| Хиспаноамериканци | 87 (2,9%)     | 159 (6,0%)    |
| Укупно            | 3.021         | 2.671         |